# Allemagne au Concours Eurovision de la chanson 2021
L'Allemagne est l'un des trente-neuf pays participants du Concours Eurovision de la chanson 2021, qui se déroule à Rotterdam aux Pays-Bas. Le pays est représenté par le chanteur Jendrik et sa chanson  I Don't Feel Hate, sélectionnés en interne par le diffuseur NDR. Le pays se classe 25e avec 3 points lors de la finale.

## Sélection
Le diffuseur allemand NDR annonce sa participation au Concours 2021 le 6 juillet 2020, indiquant dans le même temps que Ben Dolic ne sera pas automatiquement reconduit comme représentant allemand et qu'une nouvelle sélection est en préparation.
Le 6 février 2021, NDR annonce que Jendrik sera le représentant de l'Allemagne pour l'édition 2021 du concours. Sa chanson, intitulée I Don't Feel Hate, est présentée au public le 25 février.

## À l'Eurovision
En tant que membre du Big Five l'Allemagne est qualifiée d'office pour la finale du 22 mai 2021. Lors de celle-ci, le pays se classe 25e avec 3 points, tous de la part des jurys, le pays ne recevant aucun point du télévote, tout comme l'Espagne, les Pays-Bas et le Royaume-Uni.